# ابن قطان بغدادی
هبةالله بن فضل بن قطّان بغدادی شهرت‌یافته به ابن قَطّان بغدادی (۲۵ مارس ۱۰۸۶ - ۲۹ اوت ۱۱۶۳م) محدث، پزشک، چشم‌پزشک، ادیب و شاعر عراقی بود. از آثار او «تعالیق طبّیه»، «مسائل و أجوبتها»، «کتاب فی العروض». او را نخستین ادیبی می‌دانند که بحر «فعلن مفاعلن فعولن» را در شعر به‌کار برد.